# Karmína (odrůda jablek)

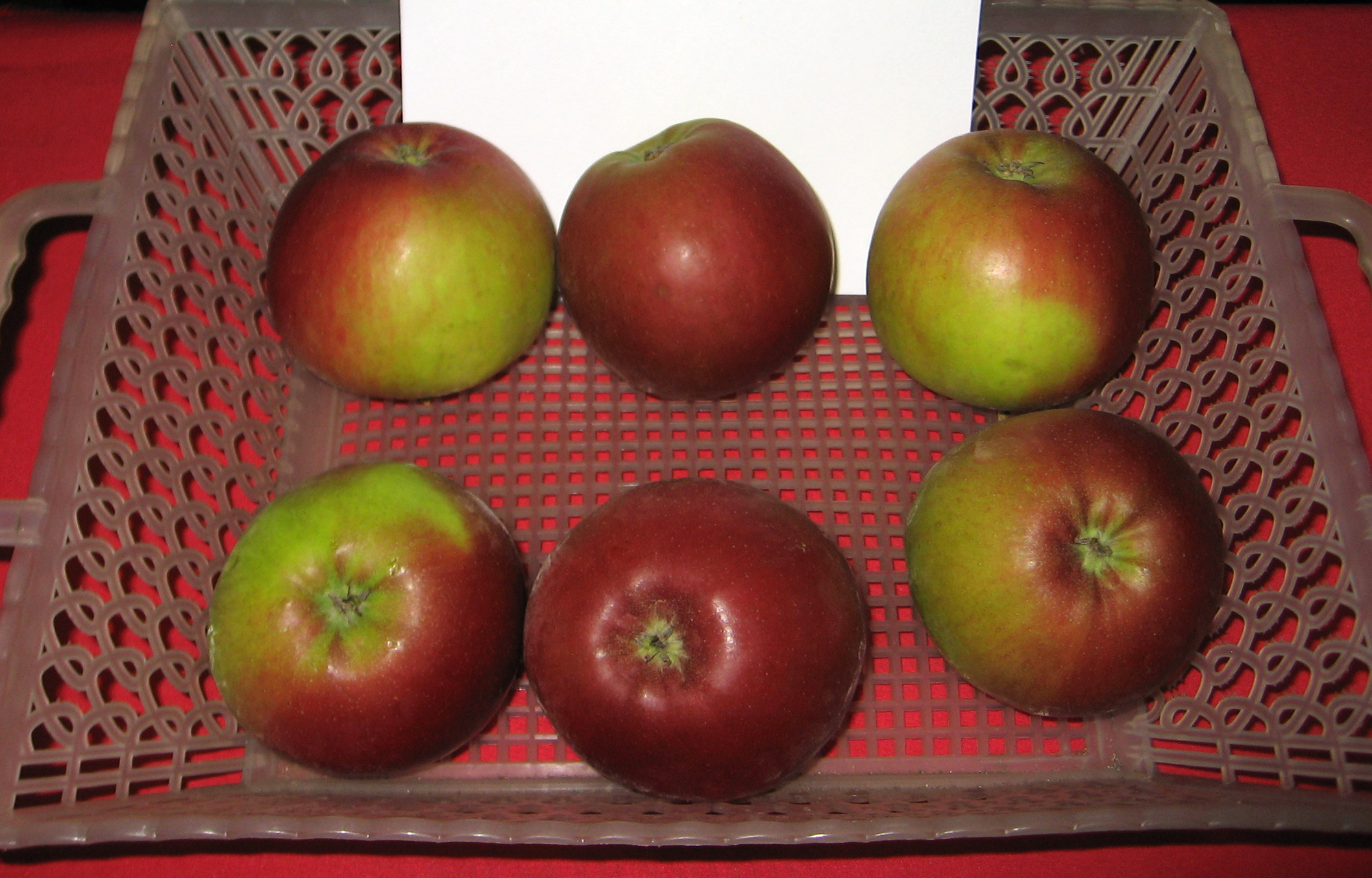

Karmína (Malus domestica 'Karmína') je ovocný strom, kultivar druhu jabloň domácí z čeledi růžovitých. Plody jsou řazeny mezi odrůdy zimních jablek, sklízí se v září, dozrává v listopadu, skladovatelné jsou do února. Odrůda je považována za rezistentní vůči některým chorobám, odrůdu lze pěstovat bez chemické ochrany.

## Historie

### Původ
Byla vyšlechtěna v ČR. Odrůda vznikla zkřížením nepojmenovaných hybridů ÚEB 308/3 a ÚEB 725/6. Odrůda byla zaregistrována v ČR, vyšlechtěna v Ústavu experimentální botaniky AVČR, Střížovice.

## Vlastnosti
Odrůda je dobrým opylovačem a je poměrně odolná k namrznutí. Pro vysokou násadu je třeba dosažení kvalitních plodů včasné probírky plůdků.

### Růst
Růst odrůdy je střední až slabý. Koruna je rozložitá, zahušťuje spíše slabě. Řez v předjaří je vhodný.

## Plodnost
Plodí záhy, bohatě a pravidelně.

## Plod
Plod je ploše kulovitý, střední. Slupka hladká, karmínově červeně zbarvená. Dužnina je bílá se nakyslou chutí, navinulá, aromatická, dobrá.

## Choroby a škůdci
Odrůda je rezistentní proti strupovitostí jabloní a vysoce odolná k padlí. Během skladování se na plodech někdy vytváří jonathanová skvrnitost 

## Použití
Je vhodná ke skladování a přímému konzumu. Odrůdu lze použít do všech středních a teplých poloh, kde je však třeba probírky plodů. Ve vyšších polohách a na bujně vzrůstných podnožích jsou plody malé.